# یواس‌اس دیکسی (ای‌دی-۱۴)
یواس‌اس دیکسی (ای‌دی-۱۴) (به انگلیسی: USS Dixie (AD-14)) یک کشتی بود که طول آن ۵۳۰ فوت ۶ اینچ (۱۶۱٫۷۰ متر) بود. این کشتی در سال ۱۹۳۹ ساخته شد.